# Jan Rucker
Jan Jerzy Rucker (ur. 21 czerwca 1867 we Lwowie, zm. 10 marca 1945 w Krośnie) – przemysłowiec, działacz gospodarczy, radny Rady Miasta Lwowa.

## Życiorys

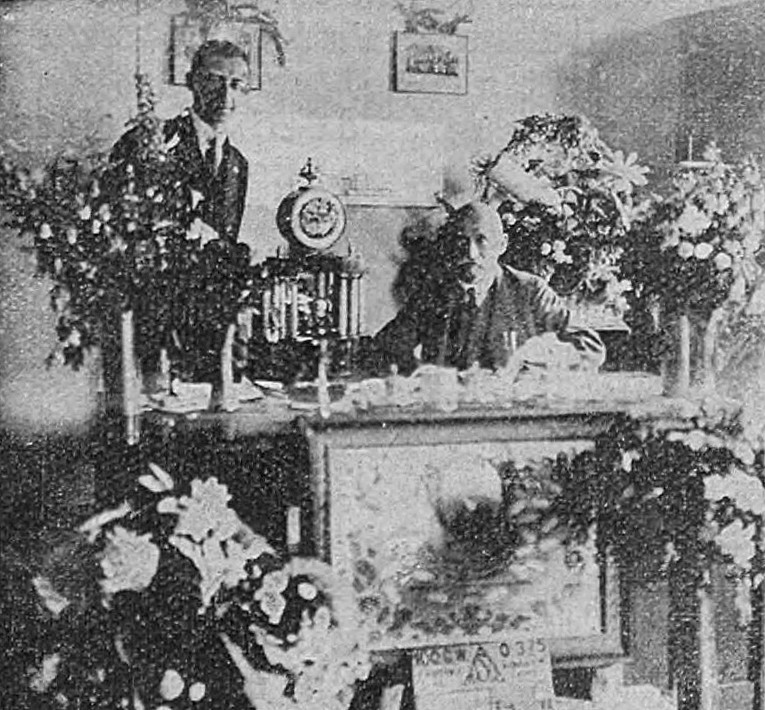
Jan Rucker z synem Zygmuntem (1924)

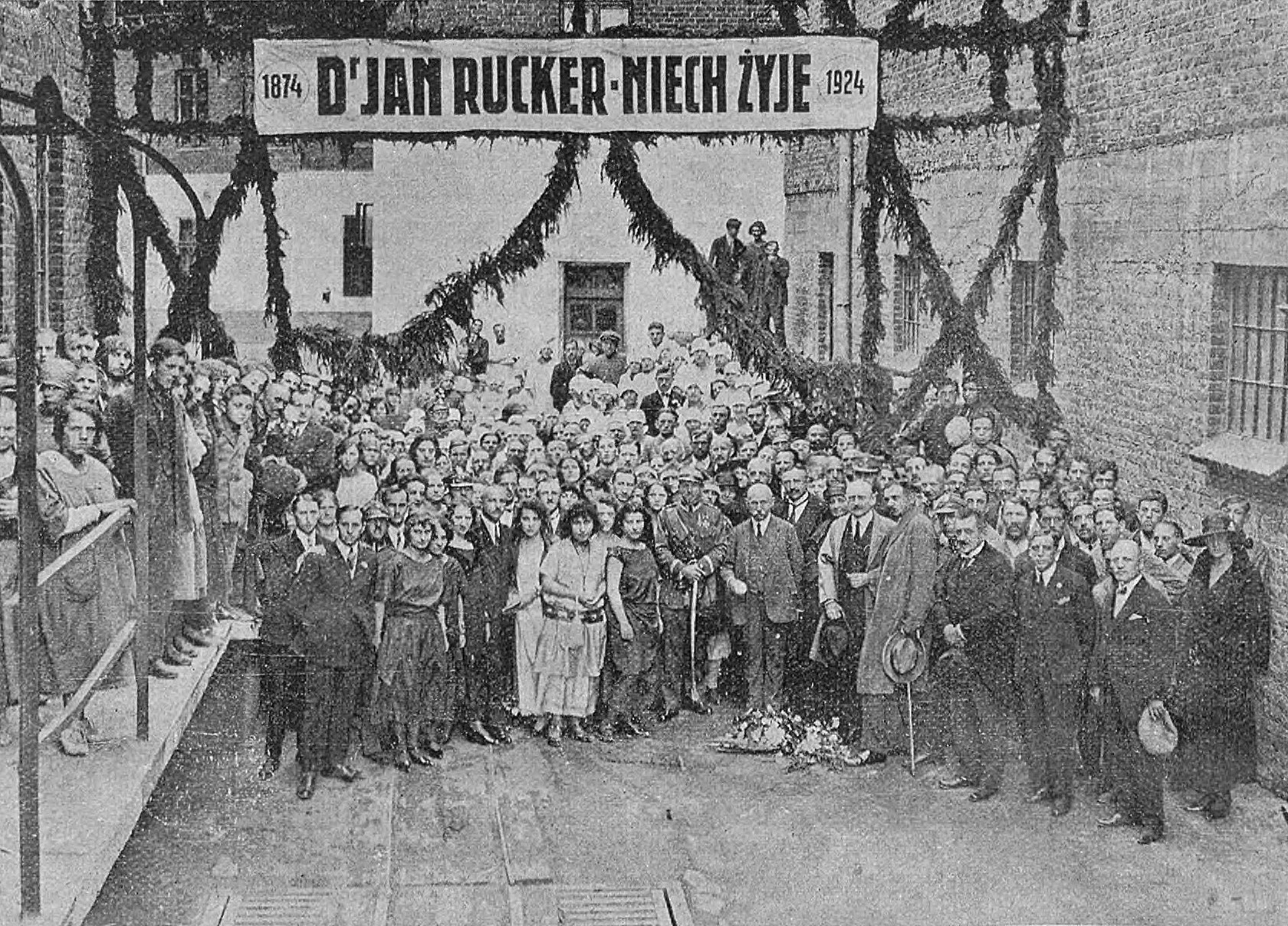
Jubileusz 50-lecia fabryki 1874-1924

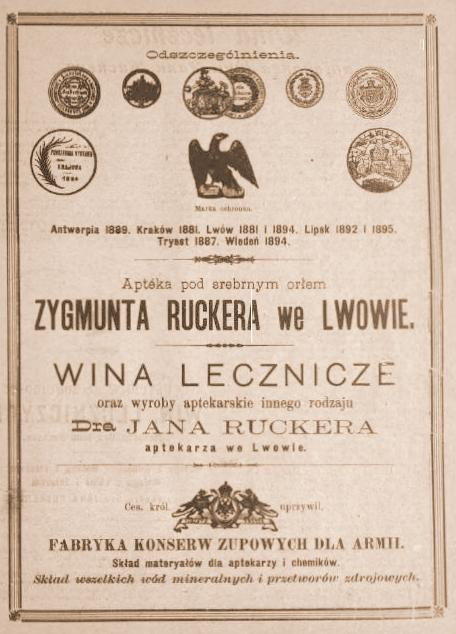
Wspólna reklama działalności Jana i Zygmunta Ruckerów, opublikowana w „Kalendarzu Macierzy Polskiej na rok 1898”

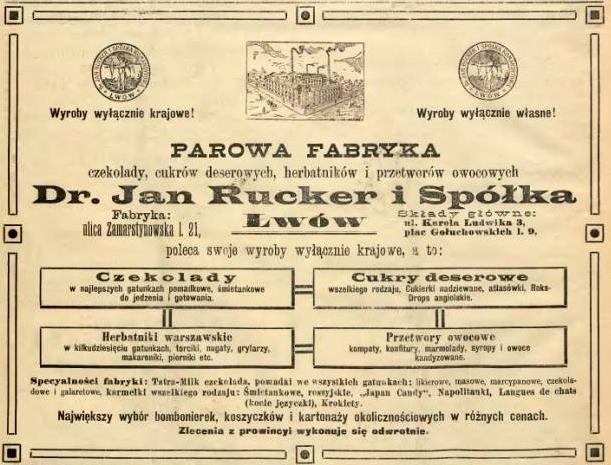
Reklama fabryki Dr. Jan Rucker i Sp., opublikowana w „Gazecie Lwowskiej” z 1905

Pochodził z rodziny żydowskiej. Jego ojcem był Zygmunt Rucker (1836–1888), właściciel apteki „Pod Srebrnym Orłem” przy ulicy Skarbkowskiej 7, następnie Krakowskiej 26 lub 93 (sam nie był farmaceutą), założyciel fabryki konserw we Lwowie, radny tego miasta.
Kształcił się w C. K. Gimnazjum im. Franciszka Józefa we Lwowie, gdzie w 1884 ukończył VIII klasę i zdał egzamin dojrzałości (w jego klasie byli m.in. Antoni Borzemski, Leonard Stahl). Był członkiem wydziału żydowskiego stowarzyszenia „Agudas Achim” (hebr. Przymierze Braci; przewodniczącym był Jakub Piepes, pracujący w aptece Ruckerów). Uzyskał tytuł naukowy doktora w dziedzinie medycyny lub chemii.
W okresie zaboru austriackiego w ramach autonomii galicyjskiej na przełomie XIX/XX wieku był radnym Lwowa, sędzią obywatelskim przy c. k. sądzie krajowym we Lwowie, dyrektorem związku kredytowego we Lwowie. Był członkiem komitetu obywatelskiego niezawisłych radnych. Po ojcu odziedziczył aptekę, którą prowadził, a później zbył (prawdopodobnie w 1902). Został członkiem wydziału Galicyjskiego Towarzystwa Aptekarskiego. Po ojcu przejął także fabrykę konserw, którą prowadził jako fabrykę konserw zupowych (w tym czasie w 1904 zasiadł w wydziale Centralnego Związku Galicyjskiego Przemysłu Fabrycznego). Podczas Pierwszego Zjazdu Przemysłowego w Krakowie we wrześniu 1901 wygłosił odczyt na temat przemysłu konserw. W lutym 1911 został zawiadowcą Pierwszej Austriackiej Fabryki Konserw Zygmunta Ruckera spółki z o.o. (przyrodniego brata). Nowa fabryka konserw Jana Ruckera została uroczyście poświęcona 9 czerwca 1912 (w zamierzeniu miała produkować konserwy zupowe przede wszystkim dla wojska). Działał w komitecie jarmarku wyrobów krajowych we Lwowie. W 1904 kierowana przez niego spółka komandytowa przejęła zabudowania i infrastrukturę po fabryce cukierniczej „Confisierie Union” przy ulicy Zamarstynowskiej 24 we lwowskiej dzielnicy Zamarstynów, po czym zmodernizowała i uruchomiła na nowo pod nazwą Dr. Jan Rucker i Sp. W 1905 Jan Rucker został właścicielem firmy „Dr. Jan Rucker i spółka komandytowa”, zajmującej się wyrobem i sprzedażą cukierków, w 1908 objętej spółką pod nazwą Parowa Fabryka Cukrów i Czekolady „Postęp” we Lwowie (obok niego dyrektorami zostali Józef Hofman i Józef Karrach). Jan Rucker był w fabryce kierownikiem technicznym, a prócz niego wspólnikami spółki byli książę Andrzej Lubomirski, hrabia Stanisław Wiśniewski, Jan Mars, Antoni Jaegermann, Adolf Zimand, Alfred Zachariewicz, Józef Hofman, Józef i Marceli Aksentowicz, Ignacy Steinhaus. W fabryce były produkowane cukierki z karmelu, czekolady, wyroby francuskie, herbatniki, przetwory owocowe. Sklepy fabryki funkcjonowały we Lwowie przy Placu Gołuchowskich i przy ulicy Karola Ludwika 3. Ponadto był prowadzony zbyt na eksport.
W ramach Towarzystwa Opieki nad Sierotami we Lwowie został zastępcą referenta dzielnicy III. Był wybierany cenzorem Banku Krajowego: w 1900, 1910. Uczestniczył w II Galicyjskim Zjeździe Przemysłowym w Krakowie w dniach 28–29 września 1917. Działał w Lidze Pomocy Przemysłowej. Był członkiem zwyczajnym Towarzystwa Politechnicznego we Lwowie.
Podczas I wojny światowej w lutym 1918 został jednym ze stu członków Tymczasowej Rady Miejskiej we Lwowie. Tuż po zakończeniu I wojny światowej, podczas wojny polsko-ukraińskiej w listopadzie 1918 brał udział w obronie Lwowa, służąc w Intendenturze Naczelnej Komendy. W II Rzeczypospolitej był radnym polskiej Rady Miasta Lwowa, wybrany w wyborach samorządowych 1934 z listy nr 1, prorządowej. W 1921 został powołany do funkcji znawcy dla oszacowania przedmiotów i gruntów, mogących ulec wywłaszczeniu na rzecz kolei żelaznych. Był członkiem i zasiadał w zarządzie Towarzystwa „Miejskie Ochronki Chrześcijańskie” i wspierał finansowo jego działalność. W 1929 był współzałożycielem Towarzystwa Szkoły Grafiki (wraz z nim m.in. Tadeusz Höflinger) i został wybrany jego prezesem.
Działał w Izbie Przemysłowo-Handlowej we Lwowie zarówno w okresie zaboru austriackiego, jak i w niepodległej II Rzeczypospolitej w latach 20. i 30.. Był członkiem sekcji przemysłowej IPH, był wybierany jej wiceprezydentem (wzgl. wiceprezesem): w 1925, w 1926, wybrany I wiceprezydentem w 1927; wówczas prezesem został Henryk Kolischer, a II wiceprezydentem Tadeusz Höflinger). Piastował urząd prezesa Rady Instytutu Handlowego we Lwowie od czasu jej powołania przy lwowskiej IPH. Działał w ramach Targów Wschodnich we Lwowie: w 1926 – wówczas w ich ramach został członkiem komitetu pierwszej ogólnopolskiej Wystawy Budowlanej we Lwowie organizowanej we wrześniu 1926 (w ich trakcie był także członkiem komitetu konkursu na rysunek dyplomu honorowego dla uczestników Ogólnopolskiej Wystawy Higieniczno-Spożywczej), w 1927. Zasiadał w komisjach rewizyjnych: w 1925 Polskiego Towarzystwa Ekonomicznego, w kwietniu 1932 Komitetu Chłodnictwa. W 1928 jako przedstawiciel organizacji gospodarczo-społecznych został członkiem Dyrekcyjnej Rady Kolejowej we Lwowie. Członek Wydziału Zjednoczenia Stanu Średniego w 1928. Do 1939 pełnił funkcję prezesa Centralnego Związku Przemysłowców we Lwowie.
W II Rzeczypospolitej nadal zajmował się produkcją konserw wspólnie z synem Zygmuntem, który objął nad nią kierownictwo i od lutego 1935 prowadził spółkę akcyjną „Fabryka Konserw we Lwowie” (jego poprzednikiem był Tadeusz Höflinger). Wcześniej, w 1924 obchodzono uroczystość 50-lecia istnienia fabryki. W 1930 donoszono o upadłości fabryki. W 1931 Jan był likwidatorem jego spółki z ograniczoną odpowiedzialnością. Fabryka konserw Ruckerów była uważana za największą prywatną tego typu po I wojnie światowej (na przełomie 1938/1939 było w niej zatrudnionych 500-600 pracowników).
W 1932 otrzymał Krzyż Kawalerski Orderu Odrodzenia Polski.
Zamieszkiwał przy ulicy Listopada 20 we Lwowie, Zyblikiewicza 27. Jego żoną została Stefania, z domu Markheim (1860-1945). Ich dziećmi byli Zygmunt i Maria (po mężu Nahtik). Po wybuchu II wojny światowej oboje przenieśli się do Krosna. Tam zmarli oboje w 1945.
W 1965 w Nowym Jorku została wydana publikacja pt. Wspomnienia o Lwowie. Wyjątki z pamiętników z lat 1867–1939 autorstwa Jana Ruckera.